# 라운드 로빈 스케줄링

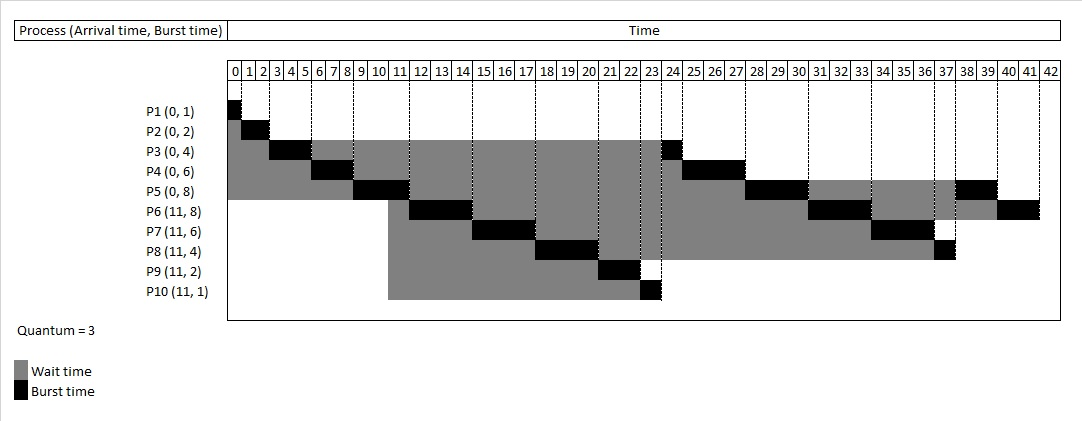
라운드 로빈 선점 스케줄링 예시 (quantum=3)

라운드 로빈 스케줄링(Round Robin Scheduling, RR)은 시분할 시스템을 위해 설계된 선점형 스케줄링의 하나로서, 프로세스들 사이에 우선순위를 두지 않고, 순서대로 시간단위(Time Quantum)로 CPU를 할당하는 방식의 CPU 스케줄링 알고리즘이다.
보통 시간 단위는 10 ms ~ 100 ms 정도이다. 시간 단위동안 수행한 프로세스는 준비 큐의 끝으로 밀려나게 된다. 문맥 전환의 오버헤드가 큰 반면, 응답시간이 짧아지는 장점이 있어 실시간 시스템에 유리하다.
라운드 로빈은 사발통문과 마찬가지로, 사람의 이름을 순서대로 적는 것이 아니라 원형으로 적어 조직의 서열을 숨기는 서명 방식이다.

## 같이 보기
- CPU 스케줄링
  - 비선점 스케줄링
  - 선점 스케줄링
    - SRT 스케줄링
    - MLQ 스케줄링
    - MLFQ 스케줄링

- 다른 CPU 스케줄링 기법
  - FCFS 스케줄링
  - SJF 스케줄링
  - 다단계 큐 스케줄링